# Konfederacja średzka (1703)
Konfederacja wielkopolska była jedną z konfederacji wymierzonych przeciw Augustowi II. Została zawiązana na sejmiku średzkim 9 lipca 1703, za staraniem Stanisława Leszczyńskiego i pod laską Piotra Bronisza.
Konfederacja wielkopolska na zjeździe warszawskim (styczeń-luty 1704) przemieniła się pod kierownictwem prymasa Michała Stefana Radziejowskiego w konfederację generalną warszawską.